# イザベル・ド・ブルゴーニュ
イザベル・ド・ブルゴーニュ（フランス語：Isabelle de Bourgogne, 1270年 - 1323年8月）、イザベラ・フォン・ブルグント（ドイツ語：Isabella von Burgund）またはエリーザベト（ドイツ語：Elisabeth）は、ローマ王ルドルフ1世の2番目の妃。

## 生涯
イザベルはブルゴーニュ公ユーグ4世とその2番目の妃ベアトリス（ナバラ王テオバルド1世の娘）との間の次女である。
イザベルは1272年にフランドル伯ロベール3世の息子シャルル（1266年 - 1277年）と婚約した。しかし、1277年にシャルルは死去した。
1284年2月6日、イザベルはローマ王ルドルフ1世の2度目の妃となった。イザベルは14歳であったのに対し、ルドルフは65歳であった。2人の間に子供は生まれず、1291年7月15日にルドルフは死去した。ルドルフの死後、オーストリア公領はルドルフ1世と最初の妃ゲルトルートとの間の息子アルブレヒト1世とルドルフ2世が継承した。
イザベルは夫の死後ブルゴーニュに戻り、1294年11月20日にヴュー・シャトー領主の地位を与えられた。
1306年、イザベルはノフル領主ピエール9世・ド・シャンブリー（1319年頃没）と再婚した。ピエール9世との間にヌフル領主ジャンヌをもうけた。